# Luca Miniero

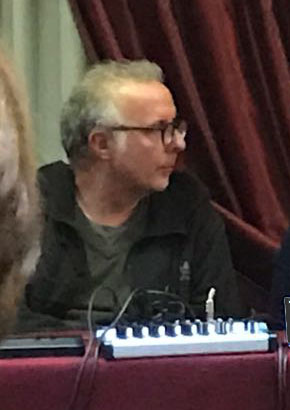
Luca Miniero, 2016

Luca Miniero (* 17. Januar 1967 in Neapel) ist ein italienischer Regisseur und Drehbuchautor.

## Leben
Luca Miniero wuchs im süditalienischen Neapel auf.
Miniero ist seit Ende der 1990er-Jahre als Regisseur für Spielfilme tätig und führte bislang in mehr als 20 Film-und-Fernsehproduktionen Regie.
Miniero erhielt bislang mehrere Auszeichnungen und Preise für seine Tätigkeit als Regisseur, so unter anderem auch den Europäischen Filmpreis 2011 für die Komödie Willkommen im Süden.
Er ist zudem als Drehbuchautor für Fernsehformate aktiv.

## Filmografie (Auswahl)
- 2002: Incantesimo napoletano
- 2005: Nessun messaggio in segreteria
- 2007: Viaggio in Italia – Una favola vera
- 2008: Questa notte è ancora nostra
- 2010: Willkommen im Süden (Benvenuti al Sud)
- 2012: Willkommen im Norden
- 2014: Un boss in salotto
- 2018: Sono Tornato
- 2019: Attenti al gorilla
- 2022: Tutti a bordo